# Canal de El Vellón

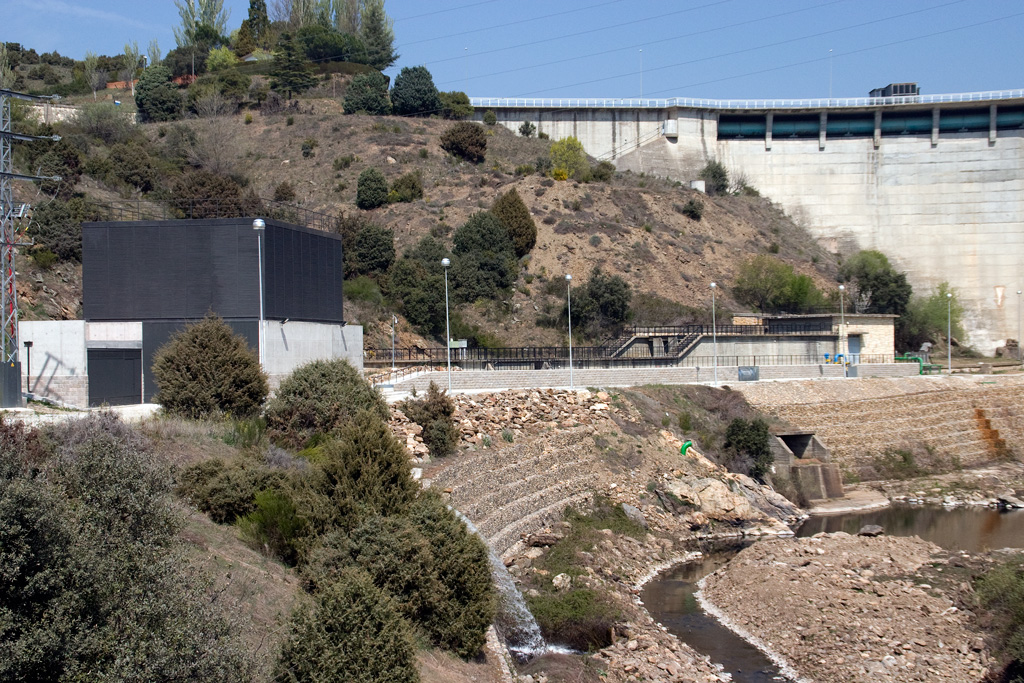
Cámara de rotura y minicentral en el inicio del canal de El Vellón.

El Canal de El Vellón, es un canal de transporte de agua, gestionado por el Canal de Isabel II, empresa que suministra el agua a Madrid, que enlaza por gravedad el inicialmente llamado embalse de El Vellón, y actualmente denominado embalse de Pedrezuela, con el canal de El Atazar. Tiene una longitud de 6,7 km y una capacidad de conducción de 8 m³/s. Su entrada en servicio fue en el año 1967.

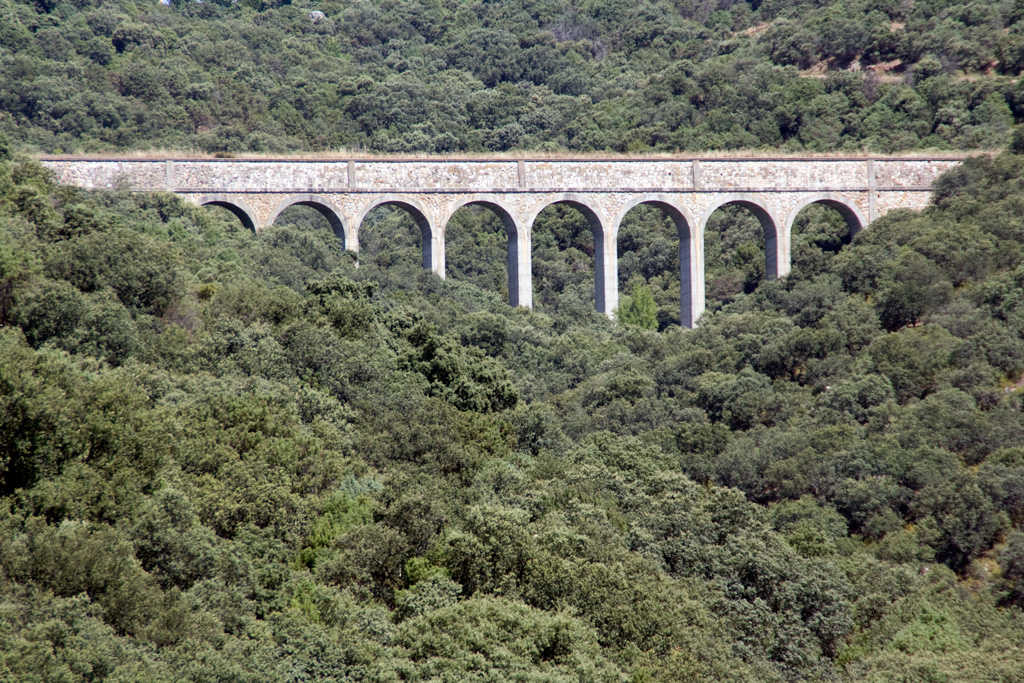
Acueducto de El Zegri. Canal de El Vellón.

## Descripción detallada
Este canal discurre por la margen derecha del río Guadalix, en paralelo con el canal Alto que lo hace a mayor altura, iniciándose en la torre de toma construida en el embalse, con tres tomas dobles rectangulares, de 2,00 por 1,20 m, situadas en las cotas 820,0; 807,0 y 794,0 m s. n. m. Hasta el año 2008 rompía la carga en una cámara. Desde ese año pasa a través de una tubería de presión a una minicentral eléctrica donde se aprovecha la presión de estas aguas para mover su turbina, reincorporándose el agua al canal a la salida de la cámara de rotura. Luego continua por un canal de sección ovoidea de dimensiones 2,50 por 2,42 m, con solera ligeramente curva de hormigón moldeado y vibrado. Se alternan tramos del canal al aire, con túneles y el paso de barrancos sobre obras de fábrica. Entre estas destaca el acueducto, en términos estrictos puente-acueducto, de El Zegri, que salva un tramo de 126 m, 77 de ellos con 8 arcos de medio punto y pilares que llegan a superar los 21 m de altura en la parte más profunda del barranco. El único sifón que tiene en su recorrido, el sifón del Labajo, está construido con dos tuberías en paralelo de hormigón armado, con camisa de palastro y 1.600 mm de diámetro interior, salvando un tramo de 348 m en el barranco del arroyo de los Labajos. El canal llega a la zona conocida como Los Castillejos, donde se incorpora al canal de El Atazar, en la almenara de salida del sifón de Guadalix de este canal, desde una nueva almenara construida, junto a aquella, con aliviadero, desagüe y elementos de conexión. Por el canal de El Atazar estas aguas pueden ser enviadas a Madrid, previo tratamiento en la ETAP de Colmenar.

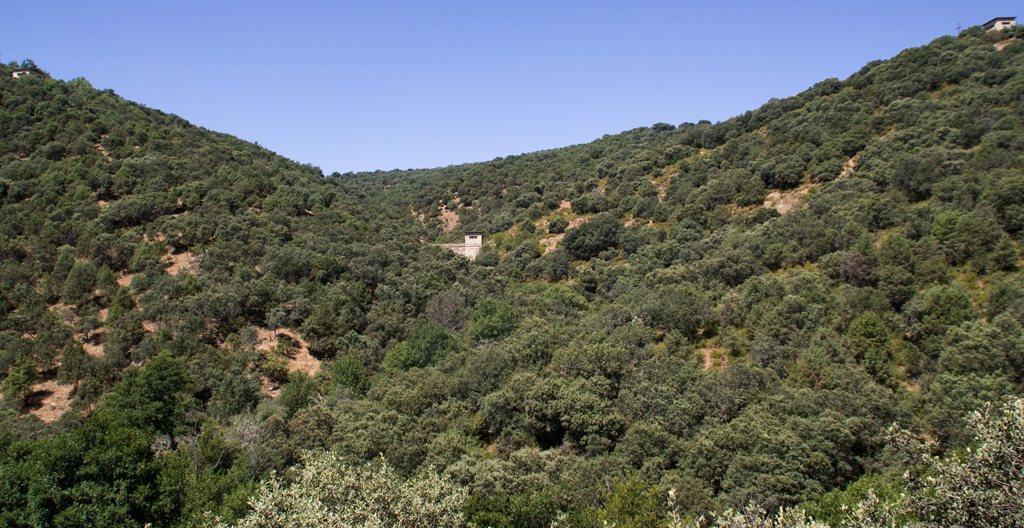
Sifón de los Labajos. Canal de El Vellón. A la derecha almenara de entrada. En el centro almenara de vaciado. A la izquierda almenara de salida

En el año 1971 la Dirección General de Obras Hidráulicas aprobó técnicamente un proyecto, redactado poco después de la entrada en servicio de este canal, para la conexión del mismo, con el canal del Guadalix que transcurre por el margen opuesto del río. Esta conexión se proyectó a través de un sifón de 323 m de longitud, construido con una tubería de hormigón armado de 1.600 mm de diámetro, partiendo del sifón del Labajo. La conexión permitiría trasvasar hasta 4 m³/s que, por el canal del Guadalix, pasarían al canal Bajo y por este podrían ser enviados a Madrid, después de ser tratados en la ETAP de El Bodonal. Esta obra, en el año 2011, no ha sido ejecutada.